# Катрин Цетел
Катрин Цетел (Шајбс, 5. август 1986) бивша је аустријска алпска скијашица. У Светском купу наступала је у свим дисциплинама осим спуста.
У јуниорској конкуренцији учествовала је на два Светска првенства за јуниоре. На првенствима у Марибору 2004. и Бардонекији 2005. освојила је четири медаље, две златне и две сребрне.
Учествовала је на Зимским олимпијским играма 2006 у Торину, али без већег успеха.
На Светским првенствима дебитовала је 4. фебруара 2005.у Бормију без већег успеха, да би на Светском првенству у Ореу 2007. освојила сребрну медаљу у Екипном такмичењу, а 2009. Вал д'Изеру злато у комбинацији.
У Светском купу је дебитовала 13. марта 2004. у Сестријереу.

## Резултати Катрин Цетел

### Олимпијске игре
| Дисциплина / Такмичење | Торино 2006. | Ванкувер 2010. |
| ---------------------- | ------------ | -------------- |
| Велеслалом             | 7            | 5              |
| Слалом                 | одустала     | 13             |
| Комбинација            | 4            | 4              |

### Светска првенства
| Дисциплина / Такмичење | Бормио 2005. | Оре 2007. | Вал д'Изер 2009. | Гармиш-Партенкирхен 2011. |
| ---------------------- | ------------ | --------- | ---------------- | ------------------------- |
| Велеслалом             |              | 9         |                  | 12                        |
| Слалом                 | 4            | 5         |                  | 2                         |
| Комбинација            | 6            | 5         | 1                |                           |
| Екипно                 | 2            |           |                  |                           |

### Светски куп
- Најбољи пласман у укупном поретку: 4. у Светском купу 2008/09.
- Остварила је 36 пласмана међу прве три и 8 победа.

#### Победе по сезонама
| Датум               | Место            | Дисциплина |
| ------------------- | ---------------- | ---------- |
| 25. новембар, 2006. | Аспен            | Велеслалом |
| 28. децембар, 2006. | Семеринг         | Велеслалом |
| 25. октобар, 2008.  | Зелден           | Велеслалом |
| 28. децембар, 2008. | Семеринг         | Велеслалом |
| 25. јануар, 2009.   | Кортина д'Ампецо | Велеслалом |
| 6. март, 2009.      | Офтершванг       | Велеслалом |
| 16. јануар, 2010.   | Марибор          | Велеслалом |
| 17. јануар, 2010.   | Марибор          | Слалом     |
| 25. новембар, 2012. | Бивер Крик       | Слалом     |

 ажурирано 25. новембра 2012. 